# زمین‌لرزه ۱۹۵۰ آسام-تبت
زمین‌لرزه آسام-تبت  در تاریخ ۱۵ اوت ۱۹۵۰ میلادی، برابر با ‎۲۴ مرداد ۱۳۲۹، ساعت ۱۴:۰۹:۳۰ به زمان یوتی‌سی در چین ، منطقه تبت رخ داد. بزرگی آن ۸٫۶ در مقیاس Mw اعلام شده‌است. زمین‌لرزه به وقت محلی در روز سه‌شنبه، ساعت ۱۹:۳۹ روی داده و منطقه زمانی آن یوتی‌سی +۸ بوده‌است.
سازمان زمین‌شناسی آمریکا نیز جای این زمین‌لرزه را در مختصات ۲۸°۳۰′شمالی ۹۶°۳۰′شرقی / ۲۸٫۵°شمالی ۹۶٫۵°شرقی و بزرگی آنرا برابر با ۸٫۶ در مقیاس ریشتر اعلام کرده‌است.
شمار کشتگان زلزله حدود ۱۵۳۰ نفر بوده‌است.تعداد زخمیان ۳۲۷۰ نفر برآورده شده‌است.